# Roeboides araguaito
Roeboides araguaito és una espècie de peix de la família dels caràcids i de l'ordre dels caraciformes.

## Morfologia
- Els mascles poden assolir 11,1 cm de llargària total.[4]

## Hàbitat
Viu a àrees de clima tropical.

## Distribució geogràfica
Es troba a Sud-amèrica: conca del riu Orinoco.